# Biłgoraj
Biłgoraj [biugoraj] je polské okresní město (powiat biłgorajski) v Lublinském vojvodství. Nachází se asi 90 km jižně od Lublinu na řece Łada a v přímém sousedství Národního parku Roztocze. Město bylo založeno v roce 1578. Počet obyvatel v roce 2021 byl 24 621.

## Historie
Počátky města sahají do 16. století, konkrétně dne 10. září roku 1578 udělil polský král Stefan Batory privilegium Adamu Gorajskiemu na založení a výstavbu města. Po smrti zakladatele města v roce 1590 se stal vlastníkem města Zbigniew Gorajski. Na přelomu 16. a 17. století se stal Biłgoraj významným obchodním centrem tehdejší republiky. 

## Osobnosti
- Esther Kreitman (1891–1954), autorka románů a povídek v jazyce jidiš.